# Mucrotettix spinifer
Mucrotettix spinifer är en insektsart som beskrevs av Perez-gelabert, Hierro och D. Otte 1998. Mucrotettix spinifer ingår i släktet Mucrotettix och familjen torngräshoppor. Inga underarter finns listade i Catalogue of Life.